# (17121) Fernandonido
(17121) Fernandonido (1999 JX60) – planetoida z pasa głównego asteroid okrążająca Słońce w ciągu 4,22 lat w średniej odległości 2,61 j.a. Odkryta 10 maja 1999 roku.